# Gunni Busck (præst)
 Der er flere personer med dette navn, se Gunni Busck.
Gunni Busck (født 11. maj 1798 i København, død 28. marts 1869) var en dansk præst. Han var farbror til grossereren Gunni Busck.
Efter at have gennemgået von Westens Skole blev han 1815 dimitteret til universitet og tog derpå fat på det juridiske studium. I året 1818 blev han forlovet med Andrea Pouline Gutfeld, en datter af provst Gutfeld ved Holmens Kirke, og ved at færdes i sin svigerfaders hus fik han lyst til at blive præst. Han læste Luthers skrifter, og en from gammel krokone i Vedbæk, hvor hans forældre boede om sommeren, påvirkede ham stærkt i religiøs henseende. Hvis han havde måttet følge sit eget ønske, havde han helst opgivet juraen, men hans fader ville have, at det begyndte studium skulle føres til ende. I 1820 tog da Busck fuldstændig juridisk eksamen, og derpå begyndte han at forberede sig til den teologiske, som han underkastede sig i efteråret 1823. Et halvt år efter blev han præst i Stigs Bjergby og Mørkøv ved Holbæk, og der til hjemførte han sin brud. Under hans 20-årige ophold i Stigs Bjergby faldt den store kirkekamp i anledning af Grundtvigs Kirkens Genmæle, og Busck stillede sig i flere småskrifter på Grundtvigs side. Hans stridsskrifter udmærke sig ved en mild og hensynsfuld form, og hans breve fra kampens år viser, at han gjorde sig umag for at stemme Grundtvig venlig over for Mynster. 
I 1832 døde Buscks hustru, og 1835 ægtede han Juliane Maria Bech (datter af konferensråd Herman Bech). I 1844 blev han kaldet til Brøndbyøster og -vester ved København, og også der virkede han med stor nidkærhed i sit kald. Men det var ham en stadig sorg, at han kun så ringe frugter af sin gerning. Også fra Brøndbyerne tog han del i den kirkelige forhandling og skrev navnlig et par småskrifter mod biskop Martensen (1863) og biskop Brammer (1867). Han døde agtet og elsket både af venner og kirkelige modstandere. Lige til sin død stod han i et nøje forhold til Grundtvig. Dette var indledet den gang, da Busck stillede sig ved Grundtvigs side i kirkekampen, men det var blevet styrket i de år, da Grundtvig var uden embede i København. Thi da bad Busck, der havde arvet en stor formue efter sin fader, om tilladelse til at komme Grundtvig til hjælp af sin overflod, især for at denne skulle have tid og lejlighed til at arbejde på sit Sangværk. Derfor priste Grundtvig i et mindedigt sin milde og elskelige ven som den, der "købte lovsang til Guds Hus".